# 我が胸に凶器あり
『我が胸に凶器あり』（わがむねにきょうきあり）は、1996年制作のアクション映画。監督は青山真治。

## あらすじ
麻薬事件捜査に携わる刑事たちがいる。刑事たちは、事件解決のもととなるコールガールのアリスを逮捕する。麻薬組織は反撃に出る。
正体不明のスナイパーも現れて、追いつ追われつの攻防戦が繰り広げられる。

## エピソード
- デビュー間もない青山真治が監督したビデオ映画。
- 謎に包まれた女、ガードする刑事、追う組織という、いわゆる逃亡アクションの王道的ストーリーだが、随所に青山らしいセンスも見受けられる。
- クリント・イーストウッドの「ガントレット」や本作前年に公開されたハリウッド映画「フェア・ゲーム」の系譜に属する92分のスピーディなアクションが展開される。
- オートバイ・レースへの出場経験のある清水宏次朗がバイクに乗るシーンを披露している。
- のちに青山作品の常連となる光石研も出演している。

## 販売、配信
本作は現在、DVDとU-NEXTで視聴可能である。
- DVD「我が胸に凶器あり」（2006年8月25日販売：ジーダス）
- 配信「我が胸に凶器あり」U-NEXT[4]